# 白木山 (徳島県)
白木山（しらきやま）は、徳島県海部郡海陽町と牟岐町の境にある山である。標高は745m。

## 地理
胴切山の南方1km足らず、矢筈山の東方1.5kmの地点にある。地質は四万十帯に属し、徳島藩政期からアンチモニー鉱山として知られていた白木鉱山が1921年（大正10年）頃に廃鉱になった。
白木山には牛鬼という顔が鬼で体が牛の獣が住んでいたという伝承が残されており、牛鬼は猟師に撃たれ、その場所に牛鬼塚と呼ばれる小祠が建っている。